# Amanitore
Amanitore je bila vladajoča nubijska kraljica (kandake) Kraljestva Kuš s prestolnico Meroë. Kraljestvo se v mnogo virih omenja kot Nubija. Kraljičino ime, pisano v egipčanskih hieroglifih, se je glasilo Merkare. Več nubijskih kraljic je opisanih kot hrabrih bojevnic, ki so v bitkah poveljevale svoji vojski.
Kandake Amanitore je pogosto omenjena  kot sovladarka kralja Natakamanija, vendar se ne ve, ali je bila njegova mati ali žena.
Njena vladarska palača v Džebel Barkalu v sedanjem Sudanu je na seznamu Unescove svetovne dediščine. Vladala je na ozemlju med rekama Nil in Atbara v tako imenovanem meroitskem zgodovinskem obdobju, ki se je končalo z njeno naslednico Amanitarakide (vladala do leta 50 n. št.).
Amanitore je kot vladarica  omenjena v številnih besedilih: v templju v nubijski prestolnici Napata v sedanjem Sudanu, templju v Meroëju, ponovno v Sudanu in v Levjem templju v Naki. Na slikah je ob njej pogosto Amanitore. Kraljice so imele močan položaj v kušitski hierarhiji. Svoje sinove so lahko postavljale za kralje in jih odstavljale in jih celo prisilile, da naredijo samomor. 
Amanitore je pokopana v svoji piramidi v Meroëju. Njena grobnica je kvadratna s stranico približno šest metrov in ni prava piramida.
Nekateri viri omenjajo, da je omenjena v Svetem pismu v zgodbi o spreobrnitvi Etiopcev (Dejanja 8:26–40):
In angel Gospodov je govoril Filipu, rekoč: Vstani in pojdi proti jugu na pot, ki se spušča iz Jeruzalema v Gazo, ki je puščava. In vstal je in šel; in glej, mož iz Etiopije, evnuh velike oblasti pod etiopsko kraljico Kandake, ki je skrbel za ves njen zaklad in je prišel v Jeruzalem, da bi se poklonil, se je vračal in sedel v svojem vozu in bral preroka Izaija ...
Amanitore je bila ena od zadnjih velikih gradbenikov Kuša. Sodelovala je pri obnovi velikega Amonovega templja v Meroëju in Amonovega templja v Napati, potem ko so ga porušili Rimljani. Med njenim vladanjem so bili v Meroëju zgrajeni tudi rezervoarji za vodo in Amonova templja v Naki in Amari. Število gradenj, zgrajenih sredi 1. stoletja n. št., kaže, da je bilo to najuspešnejše obobje v meroitski zgodovini. Zgrajenih je bilo več kot dvesto nubijskih piramid. Večina je bila izropana že v starih časih.
Ohranjena besedila so pisana v meroitskem in egipčanskem jeziku, sicer pa se je meroitska kultura bistveno razlikovala od egipčanske. Nubijski vplivi na egipčansko kulturo, vključno z verskimi običaji, niso dobro znani. Nubija je bila bogata država z velikimi zalogami zlata in izvažala nakit, eksotične živali in tekstil.
- Kraljica Amanitore ubija svoje sovražnike
- Amanitorina piramida v Meroëju
- Nubijske piramide v Meroëju se bistveno razlijujejo od egipčanskih